# Франковский, Томаш
То́маш Франко́вский (пол. Tomasz Frankowski; род. 16 августа 1974, Белосток) — польский футболист, нападающий. Наибольших успехов добился, выступая за «Страсбур» и краковскую «Вислу». Экс-игрок сборной Польши.

## Клубная карьера
Начал взрослую карьеру в 1991 году в клубе «Ягеллония» из родного Белостока. К моменту его прихода белостокский клуб играл во втором по силе польском дивизионе, в сезоне 1991/92 вернулся в Экстракласу (высший дивизион), но в сезоне 1992/93 вылетел обратно, заняв в ней последнее место. Томаш дебютировал в основном составе 29 августа 1992 года в матче против клуба «Рух» из Хожува. Проведя в составе «Ягеллонии» два сезона и не сумев пробиться в основной состав, молодой форвард уехал играть во Францию, подписав контракт с середняком высшего дивизиона «Страсбуром». За «Страсбур» он отыграл три сезона, в состав попадал довольно редко. В лиге команда показывала посредственные результаты, зато дошла до финала национального кубка в сезоне 1994/95, где уступила «Пари Сен-Жермен» со счётом 0:1 (отметим, что в решающих матчах Томаш не выходил на поле), а летом 1995 года выиграла Кубок Интертото (совместно с «Бордо» — тогдашний формат розыгрыша предусматривал двух победителей).
В 1996 году Франковский покинул страсбургский клуб, перейдя ненадолго в японский «Нагоя Грампус Эйт». Затем Томаш отыграл два сезона в клубах низших французских дивизионов «Пуатье» (третья лига) и «Мартиг» (аутсайдер второй лиги тех лет), после чего решил вернуться на родину.
В 1998 году он пришёл в краковскую «Вислу». Последующие семь лет, проведённые в этом клубе, можно признать наиболее успешными в его карьере; для «Вислы» эти годы также были одними из наиболее успешных за всю её историю. В первом же сезоне он не просто закрепился в основном составе, но стал лучшим бомбардиром первенства, забив 21 гол, а «Висла» уверенно выиграла чемпионат (с отрывом в 17 очков). В сезоне 1999/00 «Висла» уступила титул варшавской «Полонии», Томаш же с 17-ю голами уступил в споре бомбардиров Адаму Компале, забившему на два мяча больше. Несколько последующих чемпионатов были уверенно выиграны краковским клубом, а Томаш ещё дважды становился лучшим бомбардиром — в сезонах 2000/01 (18 голов) и 2004/05 (25 голов; на один меньше забил его партнёр по атаке Мацей Журавский, с которым они образовывали весьма грозную связку). Также Томаш в составе «Вислы» в те годы выиграл и два Кубка Польши в 2002 и 2003 годах и Суперкубок в 2001 году. На европейской арене, впрочем, «Висла» не достигла сколько-нибудь серьёзных успехов. Можно выделить разве что матч квалификационного раунда Лиги чемпионов 2004/05 в Тбилиси на стадионе им. Бориса Пайчадзе 27 июля 2004 года против чемпиона Грузии, клуба «ВИТ Джорджия», выигранный краковцами 8:2, Франковский сделал в том матче покер, да выход в 1/8 финала Кубка УЕФА сезона 2002/03, где «Висла» в упорной борьбе проиграла «Лацио» (3:3; 1:2); отметим, что в Лиге чемпионов команда так ни разу и не пробилась в групповой турнир за время пребывания в ней Томаша.
В сентябре 2005 года Франковский покинул «Вислу» и перешёл в клуб Испанской Сегунды «Эльче», где отыграл полгода, забив 8 голов в 14 матчах. 25 января 2006 года Томаш был приобретён английским клубом «Вулверхэмптон Уондерерс» за 1,4 млн. фунтов стерлингов после того, как его яркая игра привлекла внимание тренера «волков» Гленна Ходдла. Этот переход оказался неудачным, так как за более чем полгода выступлений в этом клубе, игравшем тогда во второй по силе лиге Англии, Томаш не забил ни единого гола, а «волки» провалили задачу возвращения в Премьер-лигу, став седьмыми в Чемпионшипе и не попав даже в плей-офф.
В августе 2006 года, вскоре после того, как Ходдл, приведший форварда в клуб, был уволен, руководство «Вулверхэмптона» решило сдать Франковского в «Тенерифе», выступавший в Сегунде, где Томаш и провёл сезон 2006/07. Сезон оказался не слишком удачным (всего три гола), и «Тенерифе» не стал выкупать контракт игрока, потому Томаш вернулся в стан «волков», тренеру которых Мику Маккарти он также оказался не нужен.
31 августа 2007 года контракт Франковского с «Вулверхэмптоном» был расторгнут по взаимному согласию. После этого около полугода Франковский был без клуба. 19 февраля 2008 года он подписал контракт с клубом MLS «Чикаго Файр». Забив два гола во втором по счёту (и первом домашнем) для чикагцев матче сезона против «Нью-Инглэнд Революшн» 3 апреля 2008 г. (итоговый счёт матча 4:0), в дальнейшем Томаш больше не забивал за «Чикаго» и постепенно выпал из состава. «Чикаго» в итоге стал третьим в регулярном первенстве, а в плей-офф уступил в полуфинале будущему чемпиону — клубу «Коламбус Крю» 1:2. Впрочем, к тому времени Франковский перестал попадать не только в состав, но и в заявку на матч. 26 ноября 2008 года было официально объявлено, что Франковский покидает чикагскую команду.
23 декабря 2008 г. Томаш Франковский подписал контракт с клубом «Ягеллония», одним из середняков Экстракласы, в котором он когда-то начинал свою карьеру. По итогам сезона 2010/11 игрок стал лучшим бомбардиром чемпионата, забив 14 голов.

## Карьера в сборной
В юношеские годы Франковский выступал за сборные Польши для игроков до 17 и до 20 лет, проведя в сумме 10 игр за две эти команды. Во взрослой сборной Польши Франковский дебютировал вскоре после того, как пришёл в «Вислу» и начал забивать за неё, а именно 28 апреля 1999 года в товарищеском матче против сборной Чехии, выигранном поляками 2:1. 15 ноября 2000 года он забил свой первый гол за поляков, ставший победным, в товарищеском матче с исландцами (счёт 1:0). После этого матча у Томаша последовал почти четырёхлетний перерыв в играх за национальную команду. Новый вызов в сборную он получил только в октябре 2004 года, на матчи отборочного турнира к Чемпионату мира 2006. В итоге Франковский забил в отборочных матчах к ЧМ-2006 семь мячей. Поляки уступили лишь одно очко англичанам в борьбе за первое место в группе и попали на ЧМ-2006 как одна из двух лучших (наряду со Швецией) команд среди занявших вторые места в своих группах в Европе. Несмотря на отличную игру в матчах отборочного цикла, главный тренер поляков Павел Янас не взял Томаша на финальный турнир ЧМ-2006, в котором поляки не вышли из группы, что стоило Янасу ме́ста на тренерском мостике. 2 сентября 2006 года Франковский провёл свой последний матч за сборную, игру против Финляндии, стартовую для поляков в отборе на ЧЕ-2008, в которой его команда неожиданно уступила 1:3. Всего за сборную Томаш провёл 22 игры, забил 10 голов.

## Политическая деятельность
Является членом партии «Гражданская платформа».
На президентских выборах 2010 и 2015 годов входил в состав избирательного штаба Бронислава Коморовского.
На выборах 2019 года избран в Европейский парламент IX созыва от Европейской коалиции с результатом в 125 845 голосов.

## Личная жизнь
Жену Франковского зовут Эдита, у них двое детей — сын Фабиан и дочь Оливия. Томаш хорошо знает четыре языка: родной польский, английский, французский и испанский. Любит итальянскую кухню. Любимый фильм — «Гладиатор».

## Достижения
«Страсбур»
- Финалист Кубка Франции: 1994/95
- Обладатель Кубка Интертото: 1995

«Висла» Краков
- Пятикратный чемпион Польши: 1998/99, 2000/01, 2002/03, 2003/04, 2004/05
- 2-е место в чемпионате Польши: 1999/2000, 2001/02
- Двукратный обладатель Кубка Польши: 2001/02, 2002/03
- Обладатель Суперкубка Польши: 2001
- Лучший бомбардир чемпионата Польши: 1998/99, 2000/01, 2004/05

«Ягеллония»
- Обладатель Кубка Польши: 2009/10
- Обладатель Суперкубка Польши: 2010
- Лучший бомбардир чемпионата Польши: 2010/11